# Уэлч, Реджиналд
Ре́джиналд Ко́ртни Уэ́лч (англ. Reginald Courtenay Welch; 17 октября 1851 — 4 июня 1939) — английский футболист. Наиболее известен по выступлениям за клуб «Уондерерс», в составе которого выиграл два Кубка Англии, а также как игрок сборной Англии в первом в истории матче футбольных сборных. Выступал на позициях вратаря, защитника и хавбека. Единственный футболист, сыгравший в первом в истории финале старейшего клубного турнира (Кубок Англии) и в первом в истории матче национальных сборных.

## Биография
Уроженец Кенсингтона (Лондон), Уэлч получил образование в школе Харроу. Выступал за футбольную команду школы, играл за клубы «Олд Харровианс», Харроу Чекерс» и «Уондерерс». 16 марта 1872 года был вратарём «Уондерерс» в первом в истории финале Кубка Англии, в котором его команда одержала победу над клубом «Ройал Энджинирс».
В ноябре 1872 года был приглашён в первый в истории состав сборной Англии на предстоящий матч против сборной Шотландии. В составе англичан был сыграл на позиции центрального хавбека.
В 1873 году «Уондерерс» вновь вышел в финал Кубка Англии, где встретился с клубом «Оксфорд Юниверсити». «Уондерерс» вновь выиграл Кубок Англии.
7 марта 1874 года Уэлч сыграл свой второй (и последний) матч за сборную Англии, на этот раз — на привычной для себя позиции вратаря. В той игре шотландцы победили англичан со счётом 2:1.
С 1873 по 1875 и с 1879 по 1890 год состоял в комитете Футбольной ассоциации Англии. Был последним выжившим игроком из первого состава сборной Англии.
Помимо футбола Уэлч играл в крикет за школу Харроу, а также за крикетный клуб графства Мидлсекс. Также увлекался ездой на лыжах. Утверждается, что он был первым англичанином, ездившим на велосипеде.

## Достижения
Уондерерс
- Обладатель Кубка Англии (2): 1872, 1873